# Schwarzbach (Mulde)
Der Schwarzbach entspringt nördlich von Eilenburg (Sachsen) und durchfließt die Gemarkungen Sprotta, Doberschütz, Battaune, Wöllnau, Pressel, Authausen, Görschlitz und Bad Düben, wo er in die Mulde mündet.
Vom Schwarzbach wird ein Einzugsgebiet von ca. 180 km² entwässert.
Der Schwarzbach ist Teil des FFH-Gebietes „Schwarzbachniederung mit Sprottabruch“ und wird von den fließgewässerbewohnenden Arten Fischotter und Biber hauptsächlich als Wanderkorridor zwischen den FFH-Gebieten „Vereinigte Mulde und Muldeauen“ und den nahegelegenen FFH-Gebieten „Lossa und Nebengewässer“ sowie „Leinegebiet“ genutzt.